# Правовєров Василь Дементійович
Василь Дементійович Правовєров (рос. Василий Дементьевич Правоверов, 25 грудня 1904, Київ — 11 липня 1984, Київ) — радянський футболіст, виступав на позиції захисника. Майстер спорту.
Насамперед відомий виступами за «Динамо» (Київ).

## Досягнення
- Срібний призер чемпіонату СРСР: 1936 (весна)
- Бронзовий призер чемпіонату СРСР: 1937